# Список наград и номинаций фильма «Бэтмен» (2022)
«Бэ́тмен» (англ. The Batman) — американский супергеройский фильм, основанный на комиксах DC о супергерое Бэтмене. Фильм спродюсирован компаниями DC Films, 6th & Idaho и Dylan Clark Productions, выпущен Warner Bros. Pictures и является перезапуском серии фильмов о Бэтмене. Фильм снят режиссёром Мэттом Ривзом, который написал сценарий совместно с Питером Крейгом. Главные роли исполнили Роберт Паттинсон, Зои Кравиц, Пол Дано, Джеффри Райт, Джон Туртурро, Питер Сарсгаард, Энди Серкис и Колин Фаррелл. По сюжету Бэтмен (Паттинсон) второй год борется с преступностью и пытается раскрыть причины коррупции Готэма, параллельно сталкиваясь с Загадочником (Дано) – серийным убийцей, который охотится на элитную власть Готэма.
Премьера «Бэтмена» состоялась 1 марта 2022 года в Линкольн-центре на Манхэттене, а в прокат фильм вышел 4 марта. При бюджете в $185–200 млн «Бэтмен» собрал $770,9 млн, став таким образом 7-м самым кассовым фильмом 2022 года. На сайте-агрегаторе рецензий Rotten Tomatoes фильм имеет рейтинг 85 % на основе 524 отзывов со средней оценкой 7,7/10.
Проект был удостоен множества различных наград и номинаций в самых разных категориях, в том числе за игру актёров, грим, музыку, работу художника-постановщика и визуальные эффекты. Среди них три номинации на 95-ю премию «Оскар» («Лучший звук», «Лучший грим и причёски» и «Лучшие визуальные эффекты»), четыре — на 76-ю Премию Британской академии («Лучшая операторская работа», «Лучшая работа художника-постановщика», «Лучший грим и причёски» и «Лучшие визуальные эффекты») и 12 — на 47-ю премию «Сатурн» (наибольшее число номинаций среди всех конкурсантов), где было получено две премии.

## Награды и номинации
| Премия                                               | Дата вручения   | Категория                                                         | Номинант (-ы)                                                                                         | Результат    | Ист.          |
| ---------------------------------------------------- | --------------- | ----------------------------------------------------------------- | --- | ------------ | ------------- |
| «Оскар»                                              | 12 марта 2023   | «Лучший звук»                                                     | Стюарт Уилсон, Уильям Файлз, Дуглас Мюррей и Энди Нельсон                                             | Номинация    | [ 11 ]        |
| «Оскар»                                              | 12 марта 2023   | «Лучший грим и причёски»                                          | Наоми Донн, Майк Марино и Майк Фонтейн                                                                | Номинация    | [ 11 ]        |
| «Оскар»                                              | 12 марта 2023   | «Лучшие визуальные эффекты»                                       | Дэн Леммон, Расселл Эрл, Андерс Лэнглэндс и Доминик Туохи                                             | Номинация    | [ 11 ]        |
| Американское общество кинооператоров                 | 5 марта 2023    | «Лучшая операторская работа»                                      | Грег Фрэйзер                                                                                          | Номинация    | [ 12 ]        |
| Премия Гильдии художников-постановщиков США          | 18 февраля 2023 | «Лучшая работа художника-постановщика в фэнтези-фильме»           | Джеймс Чинланд                                                                                        | Номинация    | [ 13 ]        |
| Artios Awards                                        | 9 марта 2023    | Премия «Дух времени»                                              | Синди Толан, Люси Беван, Николас Петрович, Оливия Грант                                               | Номинация    | [ 14 ]        |
| Премия Ассоциации кинокритиков Остина                | 10 января 2023  | «Лучшая музыка»                                                   | Майкл Джаккино                                                                                        | Номинация    | [ 15 ] [ 16 ] |
| Black Reel Awards                                    | 6 февраля 2023  | «Лучший актёр второго плана»                                      | Джеффри Райт                                                                                          | Номинация    | [ 17 ] [ 18 ] |
| Премия Британской Академии в области кино            | 19 февраля 2023 | «Лучшая операторская работа»                                      | Грег Фрэйзер                                                                                          | Номинация    | [ 19 ]        |
| Премия Британской Академии в области кино            | 19 февраля 2023 | «Лучшая работа художника-постановщика»                            | Джеймс Чинланд, Ли Сандалес                                                                           | Номинация    | [ 19 ]        |
| Премия Британской Академии в области кино            | 19 февраля 2023 | «Лучший грим и причёски»                                          | Наоми Донн, Майк Марино, Зои Тахир                                                                    | Номинация    | [ 19 ]        |
| Премия Британской Академии в области кино            | 19 февраля 2023 | «Лучшие визуальные эффекты»                                       | Дэн Леммон, Расселл Эрл, Андерс Лэнглэндс, Доминик Туохи                                              | Номинация    | [ 19 ]        |
| Ассоциация кинокритиков Чикаго                       | 14 декабря 2022 | «Лучшая оригинальная музыка»                                      | Майкл Джаккино                                                                                        | Номинация    | [ 20 ] [ 21 ] |
| Cinema Audio Society Awards                          | 4 марта 2023    | «Лучшее сведение звука — игровое кино»                            | Стюарт Уилсон, Энди Нельсон, Уильям Файлз, Кирсти Уолли, Райан Д. Янг, Дэррин Манн                    | Номинация    | [ 22 ]        |
| «Выбор критиков»                                     | 15 января 2023  | «Лучшая музыка»                                                   | Майкл Джаккино                                                                                        | Номинация    | [ 23 ]        |
| «Выбор критиков»                                     | 15 января 2023  | «Лучший грим»                                                     | «Бэтмен»                                                                                              | Номинация    | [ 23 ]        |
| «Выбор критиков»                                     | 15 января 2023  | «Лучшие визуальные эффекты»                                       | «Бэтмен»                                                                                              | Номинация    | [ 23 ]        |
| Critics’ Choice Super Awards                         | 16 марта 2023   | «Лучший супергеройский фильм»                                     | «Бэтмен»                                                                                              | Победа       | [ 24 ]        |
| Critics’ Choice Super Awards                         | 16 марта 2023   | «Лучший актёр в супергеройском фильме»                            | Пол Дано                                                                                              | Номинация    | [ 24 ]        |
| Critics’ Choice Super Awards                         | 16 марта 2023   | «Лучший актёр в супергеройском фильме»                            | Колин Фаррелл                                                                                         | Победа       | [ 24 ]        |
| Critics’ Choice Super Awards                         | 16 марта 2023   | «Лучший актёр в супергеройском фильме»                            | Роберт Паттинсон                                                                                      | Номинация    | [ 24 ]        |
| Critics’ Choice Super Awards                         | 16 марта 2023   | «Лучшая актриса в супергеройском фильме»                          | Зои Кравиц                                                                                            | Номинация    | [ 24 ]        |
| Critics’ Choice Super Awards                         | 16 марта 2023   | «Лучший кинозлодей»                                               | Пол Дано                                                                                              | Номинация    | [ 24 ]        |
| Ассоциация кинокритиков Далласа/Форт-Уэрта           | 19 декабря 2022 | «Лучшая операторская работа»                                      | Грег Фрэйзер                                                                                          | Второе место | [ 25 ]        |
| Премия Ассоциации кинокритиков Джорджии              | 13 января 2023  | «Лучшая оригинальная музыка»                                      | Майкл Джаккино                                                                                        | Победа       | [ 26 ]        |
| Премия Ассоциации кинокритиков Джорджии              | 13 января 2023  | «Лучшая операторская работа»                                      | Грег Фрэйзер                                                                                          | Второе место | [ 26 ]        |
| Golden Reel Awards                                   | 26 февраля 2023 | «Лучший монтаж звука — диалоги / перезапись»                      | Дуглас Мюррей, Уильям Файлз, Джейкоб Риль, Бобби Бэнкс, Дэвид В. Батлер                               | Номинация    | [ 27 ] [ 28 ] |
| Golden Reel Awards                                   | 26 февраля 2023 | «Лучший монтаж звука — визуальные эффекты / фоли»                 | Уилл Файлз, Дуглас Мюррей, Крис Терун, Ли Гилмор, Крэйг Хениган, Диего Перес, Фил Бэрри               | Номинация    | [ 27 ] [ 28 ] |
| «Золотой трейлер»                                    | 22 июля 2021    | «Лучший тизер»                                                    | «Justice» (Statement Advertising)                                                                     | Номинация    | [ 29 ]        |
| «Золотой трейлер»                                    | 22 июля 2021    | «Лучший дизайн названия фильма»                                   | «Justice Trailer Title Animation» (Devastudios, Inc.)                                                 | Номинация    | [ 29 ]        |
| «Золотой трейлер»                                    | 22 июля 2021    | «Лучший монтаж звука»                                             | «Justice» (Statement Advertising)                                                                     | Номинация    | [ 29 ]        |
| «Золотой трейлер»                                    | 6 октября 2022  | «Лучший экшен»                                                    | «Бэтмен» (BOND)                                                                                       | Номинация    | [ 30 ] [ 31 ] |
| «Золотой трейлер»                                    | 6 октября 2022  | «Лучший международный постер»                                     | «Бэтмен» (WORKS ADV)                                                                                  | Номинация    | [ 30 ] [ 31 ] |
| «Золотой трейлер»                                    | 6 октября 2022  | «Лучшая фичуретка к полнометражному фильму (не дольше 2 минут)»   | «Becoming Catwoman» (SunnyBoy Entertainment)                                                          | Номинация    | [ 30 ] [ 31 ] |
| «Грэмми»                                             | 5 февраля 2023  | «Лучший саундтрек для визуальных медиа»                           | Майкл Джаккино                                                                                        | Номинация    | [ 32 ]        |
| Творческая премия Ассоциации кинокритиков Голливуда  | 24 февраля 2023 | «Лучшая операторская работа»                                      | Грег Фрэйзер                                                                                          | Номинация    | [ 33 ]        |
| Творческая премия Ассоциации кинокритиков Голливуда  | 24 февраля 2023 | «Лучший грим и причёски»                                          | Наоми Донн, Майк Марино, Зои Тахир                                                                    | Номинация    | [ 33 ]        |
| Творческая премия Ассоциации кинокритиков Голливуда  | 24 февраля 2023 | «Лучшая работа художника-постановщика»                            | Джеймс Чинланд, Ли Сандалес                                                                           | Номинация    | [ 33 ]        |
| Творческая премия Ассоциации кинокритиков Голливуда  | 24 февраля 2023 | «Лучшая музыка»                                                   | Майкл Джаккино                                                                                        | Номинация    | [ 33 ]        |
| Творческая премия Ассоциации кинокритиков Голливуда  | 24 февраля 2023 | «Лучший звук»                                                     | Стюарт Уилсон, Уильям Файлз, Дуглас Мюррей, Энди Нельсон                                              | Номинация    | [ 33 ]        |
| Творческая премия Ассоциации кинокритиков Голливуда  | 24 февраля 2023 | «Лучшие трюки»                                                    | «Бэтмен»                                                                                              | Номинация    | [ 33 ]        |
| Межсезонная премия Ассоциации кинокритиков Голливуда | 1 июля 2022     | «Лучший фильм»                                                    | «Бэтмен»                                                                                              | Номинация    | [ 34 ] [ 35 ] |
| Межсезонная премия Ассоциации кинокритиков Голливуда | 1 июля 2022     | «Лучший режиссёр»                                                 | Мэтт Ривз                                                                                             | Номинация    | [ 34 ] [ 35 ] |
| Межсезонная премия Ассоциации кинокритиков Голливуда | 1 июля 2022     | «Лучший актёр второго плана»                                      | Колин Фаррелл                                                                                         | Номинация    | [ 34 ] [ 35 ] |
| Межсезонная премия Ассоциации кинокритиков Голливуда | 1 июля 2022     | «Лучший актёр второго плана»                                      | Пол Дано                                                                                              | Номинация    | [ 34 ] [ 35 ] |
| Межсезонная премия Ассоциации кинокритиков Голливуда | 1 июля 2022     | «Лучшая актриса второго плана»                                    | Зои Кравиц                                                                                            | Номинация    | [ 34 ] [ 35 ] |
| Межсезонная премия Ассоциации кинокритиков Голливуда | 1 июля 2022     | «Лучший сценарий»                                                 | Мэтт Ривз и Питер Крейг                                                                               | Номинация    | [ 34 ] [ 35 ] |
| Hollywood Music in Media Awards                      | 16 ноября 2022  | «Лучший оригинальный саундтрек в научно-фантастическом фильме»    | Майкл Джаккино                                                                                        | Номинация    | [ 36 ]        |
| Премия Голливудской ассоциации профессионалов        | 17 ноября 2022  | «Лучшая градация цветов — фильм»                                  | Дэвид Коул (FotoKem)                                                                                  | Победа       | [ 37 ]        |
| Премия Голливудской ассоциации профессионалов        | 17 ноября 2022  | «Лучший звук — фильм»                                             | Уильям Файлз, Дуглас Мюррей, Фил Гилмор и Крис Терхун (Pacific Standart Sound)                        | Номинация    | [ 37 ]        |
| Премия Голливудской ассоциации профессионалов        | 17 ноября 2022  | «Лучшие визуальные эффекты — фильм»                               | Дэн Леммон, Рассел Эрл, Энтони Смит, Малкольм Хамфрис и Майкл Джеймс Аллен (Industrial Light & Magic) | Номинация    | [ 37 ]        |
| Премия Общества кинокритиков Хьюстона                | 18 февраля 2023 | «Лучшие визуальные эффекты»                                       | «Бэтмен»                                                                                              | Номинация    | [ 38 ] [ 39 ] |
| Премия Общества кинокритиков Хьюстона                | 18 февраля 2023 | «Лучшая координация трюков»                                       | «Бэтмен»                                                                                              | Номинация    | [ 38 ] [ 39 ] |
| Премия Лондонского кружка кинокритиков               | 5 февраля 2023  | «Британский/ирландский актёр года»                                | Колин Фаррелл                                                                                         | Номинация    | [ 40 ] [ 41 ] |
| Премия Гильдии визажистов и стилистов                | 11 февраля 2023 | «Лучший современный грим в полнометражном фильме»                 | Наоми Донн, Дун Форсит, Норма Уэбб, Джемма Карбалло                                                   | Номинация    | [ 42 ]        |
| Премия Гильдии визажистов и стилистов                | 11 февраля 2023 | «Лучшие специальные визажистские эффекты в полнометражном фильме» | Майкл Марино, Майк Фонтейн, Ёити Арт Сакамото, Йоран Лундстрём                                        | Номинация    | [ 42 ]        |
| Премия Гильдии визажистов и стилистов                | 11 февраля 2023 | «Лучшие современные причёски в полнометражном фильме»             | Зои Тахир, Мелисса ван Тонгерен, Пола Прайс, Андреа Лэнс Джонс                                        | Номинация    | [ 42 ]        |
| MTV Movie & TV Awards                                | 5 июня 2022     | «Фильм года»                                                      | «Бэтмен»                                                                                              | Номинация    | [ 43 ]        |
| MTV Movie & TV Awards                                | 5 июня 2022     | «Лучшая мужская роль»                                             | Роберт Паттинсон                                                                                      | Номинация    | [ 43 ]        |
| MTV Movie & TV Awards                                | 5 июня 2022     | «Лучший кинозлодей»                                               | Колин Фаррелл                                                                                         | Номинация    | [ 43 ]        |
| MTV Movie & TV Awards                                | 5 июня 2022     | «Лучший поцелуй»                                                  | Роберт Паттинсон и Зои Кравиц                                                                         | Номинация    | [ 43 ]        |
| Общество сетевых кинокритиков                        | 23 января 2023  | «Лучшая оригинальная музыка»                                      | Майкл Джаккино                                                                                        | Номинация    | [ 44 ] [ 45 ] |
| People’s Choice Awards                               | 6 декабря 2022  | «Фильм года»                                                      | «Бэтмен»                                                                                              | Номинация    | [ 46 ]        |
| People’s Choice Awards                               | 6 декабря 2022  | «Боевик года»                                                     | «Бэтмен»                                                                                              | Номинация    | [ 46 ]        |
| People’s Choice Awards                               | 6 декабря 2022  | «Звезда боевика года»                                             | Зои Кравиц                                                                                            | Номинация    | [ 46 ]        |
| «Спутник»                                            | 3 марта 2023    | «Лучшие визуальные эффекты»                                       | Дэн Леммон, Расселл Эрл, Андерс Лэнглэндс, Доминик Туохи                                              | Номинация    | [ 47 ] [ 48 ] |
| «Сатурн»                                             | 25 октября 2022 | «Лучший супергеройский фильм»                                     | «Бэтмен»                                                                                              | Номинация    | [ 49 ] [ 50 ] |
| «Сатурн»                                             | 25 октября 2022 | «Лучший актёр»                                                    | Роберт Паттинсон                                                                                      | Номинация    | [ 49 ] [ 50 ] |
| «Сатурн»                                             | 25 октября 2022 | «Лучшая актриса»                                                  | Зои Кравиц                                                                                            | Номинация    | [ 49 ] [ 50 ] |
| «Сатурн»                                             | 25 октября 2022 | «Лучший актёр второго плана»                                      | Пол Дано                                                                                              | Номинация    | [ 49 ] [ 50 ] |
| «Сатурн»                                             | 25 октября 2022 | «Лучший актёр второго плана»                                      | Колин Фаррелл                                                                                         | Номинация    | [ 49 ] [ 50 ] |
| «Сатурн»                                             | 25 октября 2022 | «Лучший режиссёр»                                                 | Мэтт Ривз                                                                                             | Победа       | [ 49 ] [ 50 ] |
| «Сатурн»                                             | 25 октября 2022 | «Лучший сценарий»                                                 | Мэтт Ривз, Питер Крейг                                                                                | Номинация    | [ 49 ] [ 50 ] |
| «Сатурн»                                             | 25 октября 2022 | «Лучшая музыка»                                                   | Майкл Джаккино                                                                                        | Номинация    | [ 49 ] [ 50 ] |
| «Сатурн»                                             | 25 октября 2022 | «Лучший монтаж»                                                   | Уильям Хой, Тайлер Нельсон                                                                            | Номинация    | [ 49 ] [ 50 ] |
| «Сатурн»                                             | 25 октября 2022 | «Лучшая работа художника-постановщика»                            | Джеймс Чинланд                                                                                        | Номинация    | [ 49 ] [ 50 ] |
| «Сатурн»                                             | 25 октября 2022 | «Лучший дизайн костюмов»                                          | Жаклин Дюрран, Дэвид Кроссмен, Глин Диллон                                                            | Победа       | [ 49 ] [ 50 ] |
| «Сатурн»                                             | 25 октября 2022 | «Лучший грим»                                                     | Майк Марино, Наоми Донн                                                                               | Номинация    | [ 49 ] [ 50 ] |
| Премия Гильдии киноактёров США                       | 26 февраля 2023 | «Лучший каскадёрский ансамбль»                                    | «Бэтмен»                                                                                              | Номинация    | [ 51 ]        |
| Премия Общества кинодекораторов США                  | 14 февраля 2023 | «Лучший декор/дизайн в научно-фантастическом/фэнтезийном фильме»  | Ли Сандалес, Джеймс Чинланд                                                                           | Номинация    | [ 52 ]        |
| Общество композиторов и поэтов-песенников            | 15 февраля 2023 | «Лучшая оригинальная музыка к студийному фильму»                  | Майкл Джаккино                                                                                        | Номинация    | [ 53 ]        |
| Премия Ассоциации кинокритиков Сент-Луиса            | 18 декабря 2022 | «Лучшая музыка»                                                   | Майкл Джаккино                                                                                        | Второе место | [ 54 ]        |
| Премия Ассоциации кинокритиков Сент-Луиса            | 18 декабря 2022 | «Лучшая операторская работа»                                      | Грег Фрэйзер                                                                                          | Второе место | [ 54 ]        |
| Премия Общества специалистов по визуальным эффектам  | 15 февраля 2023 | «Лучшие визуальные эффекты в фотореалистичном фильме»             | Дэн Леммон, Брайан Сирик, Расселл Эрл, Андерс Лэнглэндс, Доминик Туохи                                | Номинация    | [ 55 ]        |
| Премия Общества специалистов по визуальным эффектам  | 15 февраля 2023 | «Лучшая визуальная операторская работа в трёхмерном проекте»      | Деннис Йо, Майкл Дж. Холл, Джейсон Дежарлай, Бен Бигель                                               | Номинация    | [ 55 ]        |
| Премия Общества специалистов по визуальным эффектам  | 15 февраля 2023 | «Лучший композитинг и освещение — кинофильм»                      | Бек Витч, Стивен Тонг, Ева Снайдер, Рэйчел Э. Герберт                                                 | Номинация    | [ 55 ]        |
| Премия Ассоциации кинокритиков Вашингтона            | 12 декабря 2022 | «Лучшая оригинальная музыка»                                      | Майкл Джаккино                                                                                        | Победа       | [ 56 ]        |

## Комментарии
1. ↑  Также за фильмы «Человек-паук: Нет пути домой» (2021) и «Тор: Любовь и гром» (2022).
2. ↑  Также за фильм «Дюна» (2021).